# Leonardo Ulises Guzmán Cruz
Leonardo Ulises Guzmán Cruz (1962) es un profesor, botánico, cactólogo, curador y explorador mexicano.

## Biografía
Obtuvo la licenciatura en biología, por la Facultad de Estudios Superiores Zaragoza, Universidad Nacional Autónoma de México.

## Algunas publicaciones

### Libros
- ulises Guzmán cruz, salvador Arias, patricia Dávila. 2003. Catálogo de cactáceas mexicanas. Universidad Nacional Autónoma de México, Mexiko-Stadt ISBN 970-9000-20-9

- salvador Arias montes, susana Gama lópez, leonardo u. Guzmán cruz. 1997. Flora del Valle de Tehuacán-Cuicatlán. Parte 14. Ed. UNAM, 146 p. ISBN 9683660118, ISBN 9789683660114

## Honores

### Membresías
- Sociedad Botánica Mexicana, Miembro Regular.

- La abreviatura «U.Guzmán» se emplea para indicar a Leonardo Ulises Guzmán Cruz como autoridad en la descripción y clasificación científica de los vegetales.[3]